# Tom Donovan (basebollspelare)

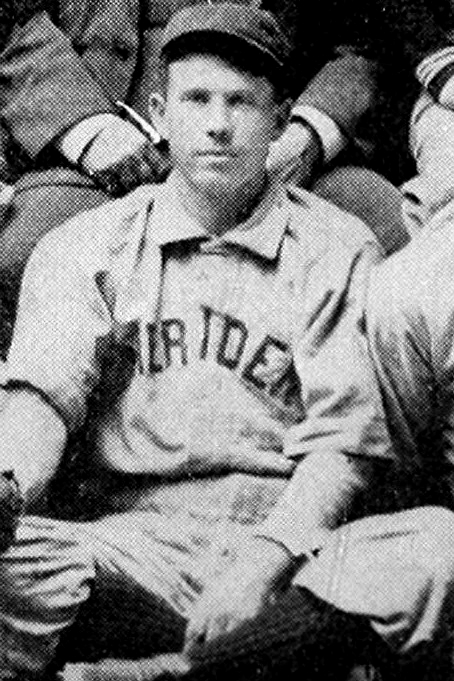
Tom Donovan 1897.

Thomas Joseph "Tom" Donovan, född den 1 januari 1873 i West Troy i delstaten New York, död den 25 mars 1933 i Watervliet i delstaten New York, var en amerikansk professionell basebollspelare som spelade en säsong i Major League Baseball (MLB) 1901. Donovan var rightfielder.
Donovan spelade 18 matcher för Cleveland Bluebirds och hade ett slaggenomsnitt på 0,254, inga homeruns och fem RBI:s. Han pitchade också i en match och hade en earned run average (ERA) på 5,14.
Donovans proffskarriär varade från och med 1893 till och med 1907, men förutom 1901 spelade han i Minor League Baseball.
Donovans bror Jerry spelade också i MLB.

### Webbkällor
- ”Tom Donovan Stats, Fantasy & News” (på engelska). Major League Baseball. https://www.mlb.com/player/tom-donovan-113463. Läst 7 december 2021.
- ”Tom Donovan Stats” (på engelska). Baseball-Reference.com. https://www.baseball-reference.com/players/d/donovto01.shtml. Läst 7 december 2021.
- ”Tom Donovan Minor Leagues Statistics & History” (på engelska). Baseball-Reference.com. https://www.baseball-reference.com/register/player.fcgi?id=donova002tho. Läst 7 december 2021.